# Encyklopedia Cesarza Yongle

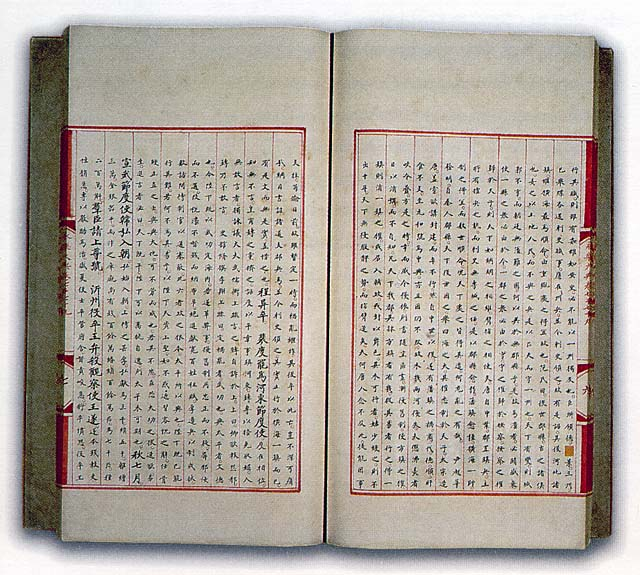
Encyklopedia Yongle (1403)

Encyklopedia Cesarza Yongle (chiń. upr.: 永乐大典; chiń. trad.: 永樂大典; pinyin: Yǒnglè Dàdiǎn) – encyklopedia powstała w latach 1403–1408 na zamówienie cesarza Yongle (rządził w latach 1402–1424) z chińskiej dynastii Ming. Do czasu powstania Wikipedii była to największa encyklopedia świata, a zarazem jedna z pierwszych na świecie prób kompilacji wiedzy.

## Opracowanie encyklopedii
Nad powstaniem kompilacji pracowało w sumie około 2180 m.in. uczonych, skrybów, redaktorów i gońców, którzy włączyli do niej około 8 tys. tekstów powstałych od czasów starożytnych do początków dynastii Ming. Prace prowadzono w Nankinie, ówczesnej stolicy Chin, w miejscowej Guozijian (國子監, Szkoła Cesarska). Materiały zawierały szeroką tematykę z dziedzin m.in. rolnictwa, sztuki, astronomii, dramatu, geologii, historii, literatury, medycyny, religii i technologii, w tym klasykę konfucjańską. Dołączono również opisy niezwykłych zjawisk naturalnych. Ukończona encyklopedia zawierała 22877 (według innych źródeł 22937) zwojów, ułożonych w 11095 woluminów. Całość zajmowała 40 metrów sześciennych i obejmowała 50 mln chińskich znaków.

## Odpisy i zniknięcie
Ze względu na swoje rozmiary, encyklopedia nie mogła być reprodukowana popularną wówczas w Chinach metodą druku blokowego, toteż prócz oryginału, sporządzono tylko jedną odręczną kopię. W 1557 roku za rządów cesarza Jiajinga, oryginał cudem uniknął zniszczenia w pożarze Zakazanego Miasta w Pekinie, dlatego cesarz nakazał sporządzenie drugiej kopii. 
Ze względu na burzliwe dzieje stolicy Chin, do czasów współczesnych z trzech kopii encyklopedii dotrwało tylko 400 woluminów, rozproszonych w ośmiu krajach, m.in. 62 woluminy są przechowywane na Tajwanie. Poczynając od XVIII wieku, druga kopia zostało stopniowo rozproszona, a ostatnie 800 woluminów strawił pożar wywołany przez chińskie siły atakujące pobliską brytyjską legację w czasie powstania bokserów w 1900 roku. Najbardziej kompletna z kopii Encyklopedii jest obecnie przechowywana w Narodowej Bibliotece Chińskiej w Pekinie. 
Losy oryginału pozostają nieznane. Istnieje kilka teorii:
- Został zniszczony w pożarze Nankinu w 1449 roku.
- Został zniszczony wraz z cesarską biblioteką (Wenyuange) u schyłku dynastii Ming
- Spłonął w Pałacu Niebiańskiej Czystości (w pekińskim Zakazanym Mieście) za rządów cesarza Jiaqinga z dynastii Qing
- Cesarz Jiaqing zabrał oryginał ze sobą do grobu, może on zatem spoczywać w jego grobowcu w kompleksie Yongling (w Fushun w prowincji Liaoning).

Zachowane 100 woluminów Encyklopedii zostało opublikowane w Chinach w 1962 roku.